# Microsoft SharePoint Workspace
Microsoft SharePoint Workspace 2010 — программное средство для синхронизации данных между собой, созданное корпорацией Майкрософт и входившее в состав Microsoft Office 2007, 2010 включительно. Ранее называлось как Microsoft Office Groove.

## Возможности
Данная программа позволяла создать общие папки для синхронизации данных, добавлять документы и т. д. и т. п.
Также на рабочую область можно добавить:
- Собрания
- Календарь
- Отслеживание вопросов
- Файлы SharePoint
- Блокнот
- Рисунки
- Альбом
- Шахматы
- Списки